# فيرومون
الفيرومون أو الفيرومونات أو الفِرمونات هي كيماويات تتركب من جزيئات عضوية معقدة. تستعمل لنقل الإشارة من حيوان لآخر، وهي أكثر تخصصاً من الروائح بحيث يستطيع الكائن المستهدف استكشافها بكميات ضئيلة جداً وهي محمولة بالهواء، وعادةً تكون مخففة جداً ونوعية التأثير على الأحياء، تهدف لجذب الحيونات لبعضها كلٌ حسب نوعه في موسم التزاوج، أو للتنبيه من خطر محدق أو للتوجيه لوجود غذاء، وتعتبر أحد أنواع البروتينات تستخدمها الحشرات لعدة أغراض. يشيع استعمال الفيرومونات حالياً كمبيدات للحشرات حيث أن الكثير من الحشرات تستخدمها لتبليغ جنسها الآخر عن موقعها للتزاوج، مما يتيح استعمال الفيرومونات للتشويش على الحشرات أثناء موسم تزاوجها وإبادتها. تطير بعض الحشرات عدة كيلومترات في طرق مجهولة لها وبعكس الرياح لمقابلة قرين متأثرة بالفيرومونات المحمولة جواً، ورغم كل الدعاية، فإنه لا يوجد مكافئ عند البشر لتأثير الفيرومونات على اختيار الشريك لتدخل العقل في الخيارات البشرية، بالرغم من تأثير الشم على الرغبة الجنسية عموماً. تقوم الهرمونات بعمليات تنظيمية بين الأعضاء المختلفة لجسم الكائن الحي، بينما هناك أيضا مواد كيميائية تعرف بالفيرومونات مشابهة في عملها للهرمونات من حيث قيامها بتنظيم عملية التعاون بين الأفراد في مجتمعها. وتفرز الفيرومونات بواسطة غدد اكتودرمية موجودة في المنطقة البطنية أو بواسطة غدد مرتبطة بالفكوك في رتبة الأجنحة Hymenoptera أو تربط بالأجنحة كما في كثير من ذكور حرشفية الأجنحة Lepidoptera. وفي كثير من الحشرات وخاصة حرشفية الأجنحة تقوم الفيرومونات بعملية جذب الجنسي لعملية بحث أحد الجنسين والوصول إلى الجنس الآخر وغالبا من مسافات بعيدة نسبيا. والجذبات الجنسية تكون في أغلب الأحيان متخصصة نسبيا. والتركيب الكيمياوي لهذه المركبات يفي بحاجتين هامتين من خواص هذه المركبات حيث أنه يجب أن يكون قابلا للتطاير ويجب أن يكون مستوفيا لشرط التركيب التخصصي المؤثر. وأحيانا تكون التركيزات العالية من الجاذب الجنسي حاثه على عملية التزاوج ولكن في بعض الحالات الأخرى يفرز فيرومون متخصص بواسطة الذكور. وفي الجراد تقوم الفيرومونات بدور تنظيمي في عملية الوصول إلى البلوغ بين مجتمعها وتصبح عملية البلوغ للإفراز متزامنه. وللفيرومونات أهمية خاصة في الحشرات الاجتماعية لأنها تقوم بعملية الاتصال بين أفراد الشغالات وتحافظ على التركيب الاجتماعي للمستعمرة.

## طبيعة الفيرومونات
الفيرومونات مواد تفرز خارج الجسم بواسطة الحيوانات فإذا وصلت إلى فرد آخر من نفس النوع تجعله يستجيب لهذه الإشارات الكيميائية بطريقة ما ( Karlsin and Bufenant سنة 1959) لذا فهي تختص بعمليات التعاون بين الأفراد ولذا لها أهمية خاصة في السلوك الجنسي وكذلك في تنظيم هذا السلوك بالإضافة إلى الوظائف الخاصة بالحشرات ذات الصفة الاجتماعية وتحت الاجتماعية. وتستقبل بعض الفيرومونات مثل الجاذبات الجنسية وخاصة في رتبة حرشفية الأجنحة بواسطة المستقبلات الشمية وتؤثر في الفرد المستقبل عن طريق جهازه العصبي المركزي وفي حالات أخرى تصل المادة المستقبل عن طريق جهازه الهضمي فتستقبل بواسطة الأعضاء الحسية للتذوق في هذه الحالة يكون تأثيرها كسابقتها من حيث ميكانيكية التأثير، وهناك احتمال آخر عند وصول الفيرومون عن طريق الجهاز الهضمي وهو امتصاصه في القناة الهضمية للقيام بدور في العمليات الحيوية داخل المستقبل.

## الفيرومونات كجاذبات
تعمل الفيرومونات في عدد كبير الحشرات على جذب أفراد الجنسين لبعضهم لتتم عملية التزواج وتسمى هذه العملية الفيرومونات بالجاذبات الجنسية، وهي منتشرة في رتبة حرشفية الأجنحة كما أنها توجد في بعض الحشرات من رتب غمدية وغشائية الأجنحة والصراصير وفرس النبي وبعض الرتب الأخرى (سنة 1965 Jacboso) وفي معظم الحالات تنتج هذه الحشرات الفيرومونات بواسطة الأنثى لجذب الذكور والقليل ينتج من ذكور لجذب الإناث، كما يمكن لكل الجنسين أن يتأثر بما يفرزه الآخر.

### الفيرومونات التي تجذب الذكور
نجد أن ملكة نحل العسل تجذب ذكور بواسطة فيرومون والمركب الأساسي هو 9- أو كسوديكينيويك وينتج من الغدد الفكية وفي غياب منبهات الذكور فإنها تطير عشوائيا ولكن عند تنبيهها فإنها تطير بعكس الريح إلى مجال مصدر إنبعاث الفيرومون (أي الملكة) ويتم هذا الجذب من 20 – 30 متر (Butler سنة 1960) وعند ارتفاع الملكة أكثر 15 قدم فوق الأرض وتحت ذلك فان الذكور لا تنجذب إلى الإناث وعند وصول الذكر إلى الملكة بالقرب منها نتيجة للرائحة فإنه يقترب منها بعد ذلك بالنظر المباشر، وأحيانا يصل الذكر إلى الانثى وهي تطير في اتجاه عكس الريح وهذه الحالة تطير الذكور إلى ارتفاع 20-30 قدم ثم تدور دورانا عشوائيا ونتيجة لذلك تظهر فجأة بجانب الملكة وتحت الريح وتصبح قادرة على التوجه لها.

### الفيرومونات الجاذبة للإناث
هناك أمثلة قليلة عن وجود فيرومونات يفرزها الذكور مثل خنافس من Mecoptera, Harpobihzcus,Nrhonomous. وفي الجنس الأخير بعد أن يمسك الذكر فريسته ويبدأ في أكلها فإن نموان يمتدا للخارج بين الترجات البطنية الأمامية وتمتد وتنقبض مطلقة رائحة جاذبة للإناث وعند اقتراب الانثى يقوم بالالتصاق بها ويتم التزاوج من الانثى ويقدم لها بقية الفريسة.

## سبل الاتصال في نحل العسل
تنجذب شغالات النحل بعضها إلى بعض بواسطة رائحة تطلق من غدة ناسانوف وتنطلق هذه الرائحة عن طريق ضغط الطرف البطني حتى تكون الغدة معرضة مباشرة للهواء وأحيانا تستمر الأجنحة في اهتزازاتها أثناء ذلك مما يخلق تيار هوائي فوق الغدة يصل على انتشار هذه الرائحة وتنتشر في مختلف الاتجاهات وعندما تتم التغذية على المحاليل السكرية وفوق اطباق التغذية  أو أثناء الانتقال إلى جانب آخر من الخلية فإن الشغالة التي تكون قد نجحت في الرجوع للمستعمرة تقف بمدخل الخلية وتضرب بأجنحتها مع إطلاق الرائحة من غدة ناسونوف حتى يتم نشر الرائحة، وكنتيجة لذلك السلوك فان الشغالة الباحثة على الغذاء والعائدة إلى الخلية المفرزة من غدة ناسانوف تعتبر متخصصة للنوع ولكن ليست متخصصة لمزرعة ما أو مستعمرة ما وبالإضافة إلى ما يمكن أن تتجه في الطريق الصحيح حتى ولو كان طيرانها تحليق أن تتجه في الطريق الصحيح حتى لو كان طيرانها لأول مرة والرائحة – سبق فإن النحل له رائحة تتميز بها كل مستعمرة وهي صفة مكتسبة وهذه عبارة عن رائحة مركبة تشتمل إفراز غدة ناسانوف مع روائح من مواد تكون الحشرات قد لامستها أثناء نشاطتها وما يمتصه الشمع المغطى لطبقة الكيوتيكل. ومثل هذه المواد تشمل أعضاء المستعمرة وأقراص العسل واليرقات  وكذلك الأزهار التي تزورها الحشرات، لذلك فإن الرائحة الخاصة بالمستعمرة تختلف باختلاف حالة المستعمرة كما  وإن لكل مستعمرة لها رائحتها المميزة الخاصة، وهذه الرائحة المميزة للمستعمرة تشجع على تعارف الأفراد ببعضها البعض وتنجذب الشغالات إلى الازهار المميزة برائحة أفراد المستعمرة التابعين لها أكثر من الازهار الخاصة بالمستعمرات الأخرى وهذا يؤدي إلى ثبات كبير في سلوك الشغالة الباحثة عن الطعام.